# 孟凡爱
孟凡爱（1955年—），女，山东章丘人，中国射箭运动员，运动健将。曾两次获得体育运动荣誉奖章。